# Haematopus ater

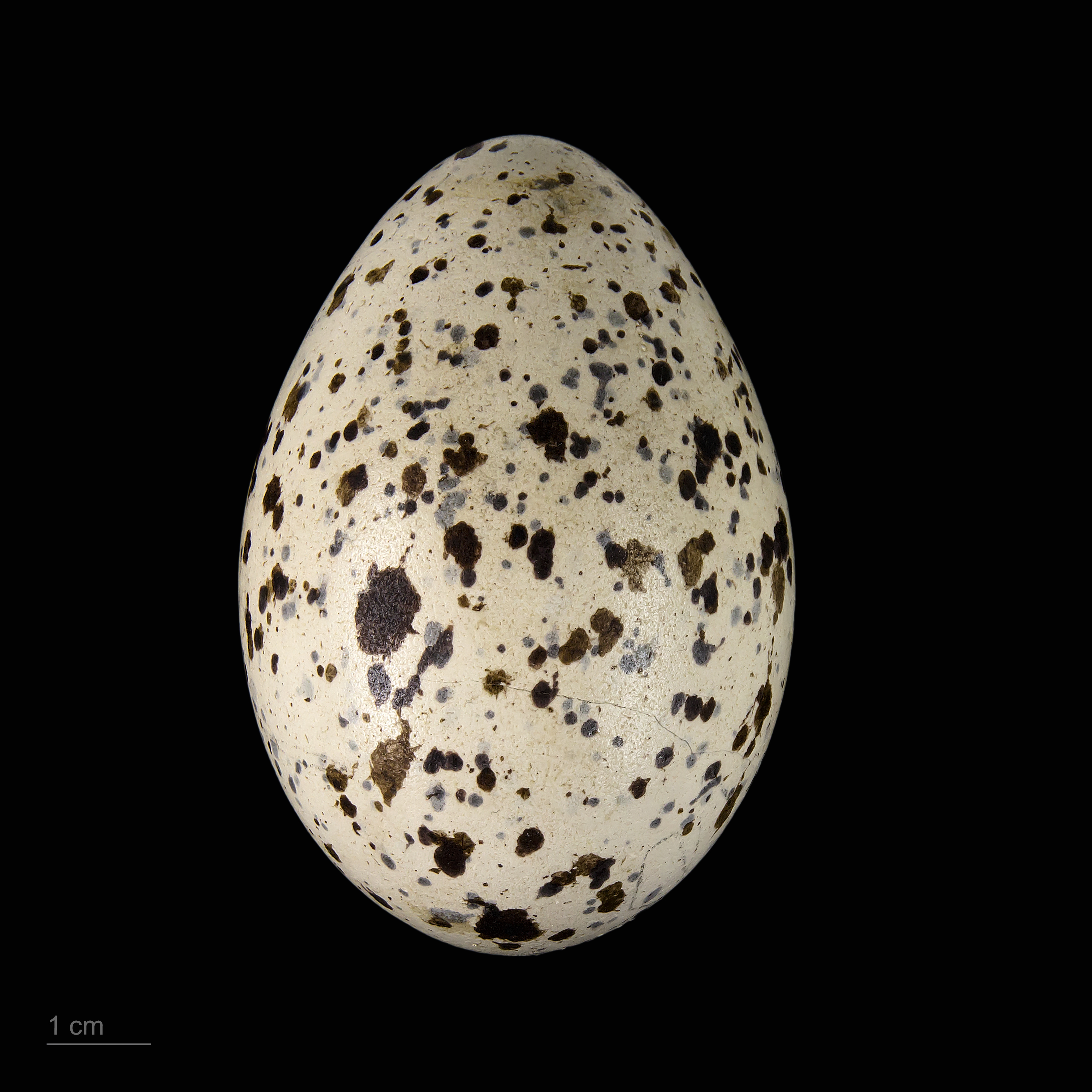
Haematopus ater

La beccaccia di mare nerastra (Haematopus ater Vieillot, 1825), è un uccello della famiglia Haematopodidae.

## Distribuzione e habitat
Questo uccello vive sulle coste rocciose del Sudamerica, più precisamente in Cile, Argentina, Isole Falkland e Perù; accidentale in Uruguay.